# Adalbert Ndzana
Pour les articles homonymes, voir Ndzana (homonymie).
Adalbert Ndzana, né le 17 juillet 1939 à Zoatoubsi dans la Région du Centre, est un prélat catholique camerounais, évêque de Mbalmayo de 1987 à 2016, puis évêque émérite.

## Biographie
Ordonné prêtre le 15 août 1969, il est nommé évêque coadjuteur de Mbalmayo le 8 novembre 1984, puis évêque de Mbalmayo le 7 mars 1987, charge qu'il conserve jusqu'à sa retraite le 27 décembre 2016. L'abbé Joseph-Marie Ndi-Okalla lui succède.